# Moncey
Moncey é uma comuna francesa na região administrativa de Borgonha-Franco-Condado, no departamento de Doubs. Estende-se por uma área de 5 km². Em 2010 a comuna tinha 600 habitantes (densidade: 120 hab./km²).